# Tisbe

Mapa de las ciudades de la antigua Beocia. Tisbe se encontraba al sur, en la costa del Golfo de Corinto.

Tisbe o Tisbas fue una polis en la región de Beocia, mencionada por Homero en la Ilíada como «Tisbe abundante en palomas».
De ella dice Estrabón que domina un poco el mar, limitando con los territorios de Tespias, Coronea. Como Coronea estaba al otro lado del Monte Helicón, algunos prefieren leer Corsias/Corsea/Corseas y las estribaciones meridionales del Monte Helicón. Dice que tenía su puerto en un lugar rocoso lleno de palomas (lo que explica las palabras de Homero).
El puerto estaba próximo al actual pueblo de Agios Ioannis al oeste de la bahía de Domvrena a una distancia de 160 estadios de Sición.
Fue una ciudad independiente que debió ser importante controlando las poblaciones de Corsias y Sifas. Aunque no esté descartado, las pequeñas poblaciones de Corsias y Sifas es poco probable que hayan sido independientes en algún momento. Si alguna vez gozaron de independencia, Corsias y Sifas fueron sometidas posiblemente a Tisbe ya en el siglo VI.
En la Época Arcaica se anexó parte del territorio de su vecina Hipotas.
Posteriormente, posiblemente a fines del siglo VI a. C., fue anexionada por Tespias.
En el año 395 a. C. estaba unida con Tespias y Eutresis formando uno de los distritos que suministraba magistrados a la Liga Beocia. Entre las tres ciudades proporcionaban dos beotarcas.